# LGA 1366
LGA 1366, también conocido como Socket B, es un zócalo de CPU de Intel, compatible con los microprocesadores Intel Core i7 e Intel Xeon. Este zócalo reemplaza al LGA 775 (Socket T) en la gama alta y rendimiento, también reemplaza el LGA 771 (Socket J) orientado a servidores de gama de entrada y estos a su vez son reemplazados por el LGA 2011. Este zócalo tiene 1366 pines que hacen contacto directamente con los pads chapados en oro del microprocesador y accede a hasta tres canales de memoria DDR3 a través del controlador de memoria interna del procesador.

## Visión general
LGA 1366 usa QPI para conectar el procesador a un puente norte, de función reducida, que sirve principalmente como un controlador PCI Express. Se utiliza una interfaz DMI más lenta para conectar el puente norte y el puente sur. En comparación, El zócalo 1156 de Intel (Socket H) mueve la conexión QPI y el controlador PCI-Express al procesador mismo, usando DMI para interactuar con un "chipset" más simplificado (ahora llamado PCH) que entrega las funciones tradicionales del puente sur. La diferencia en el número de pin es principalmente un reflejo del número de canales de memoria utilizados.
Los zócalos y procesadores LGA 1366 se descontinuaron en algún momento a principios de 2012, habiendo sido reemplazado por el zócalo LGA 2011 el 14 de noviembre de 2011, soportando los procesadores Sandy Bridge serie E. El zócalo similar a LGA 1366, LGA 1156, fue descontinuado al mismo tiempo, el cual fue reemplazado por el LGA 1155.

## Socket B - Límites de carga mecánica
Los procesadores de Socket B tienen los siguientes límites de carga mecánica, los cuales no deberán ser excedidos durante el ensamble del disipador, en las condiciones de envío, o durante su uso. Sobrepasar este límite de carga, podría quebrar el dado (die) del procesador y volverlo inservible.
| Ubicación      | Dinámica               | Estática              |
| -------------- | ---------------------- | --------------------- |
| Superficie IHS | 890 N (200 lbf; 90 kp) | 266 N (60 lbf; 27 kp) |

Procesadores que usan este socket, tienen un límite de carga estática menor a los modelos previos usando LGA 775. Disipadores disponibles incluyen diseños circulares y de heatpipe.

## Chipsets soportados
Los chipsets compatibles con LGA 1366 son el Intel X58 (computadora de escritorio) e Intel 3400, 3420, 3450, 5500, 5520 y 7500 (servidor).